# Клявиня, Паулине
Паулине Клявиня (урожд. Зеберга, лив. Poulīn Kļaviņ (Zēberg), латыш. Paulīne Kļaviņa (Zēberga); 19 января 1918, Вайде, Курземе, Латвия — 2 сентября 2001, Рига, Латвия) — ливская поэтесса и переводчик. Одна из основательниц и певиц ливского ансамбля Līvlist. Собрала коллекцию ливского быта, которая выставлена в Этнографическом музеи Латвии.
Похоронена на Лесном кладбище в Риге.